# Physalis gracilis
Physalis gracilis är en potatisväxtart som beskrevs av John Miers. Physalis gracilis ingår i släktet lyktörter, och familjen potatisväxter. Inga underarter finns listade i Catalogue of Life.